# Stencil
Stencil – ((engelsk) fra oldfransk: estenceler, funkle) er i oprindelig forstand voksbehandlet papir, der gengiver skrivemaskineskrift ved duplikering. Denne teknik er sammen med skrivemaskinen udkonkurreret af nyere teknik som kopimaskinen og computerprinteren i forhold til at skrive og gengive skrift.
En stencil kan også være en skabelon af papir, karton, metal, plastic eller andet materiale med udstansede eller udskårne huller i. Stencil-skabelonen kan derved anvendes til at duppe, tamponere, sprøjte eller spraye motiver eller tekst igennem, f.eks. til tapet-mønstring, mærkning af genstande med piktogrammer eller til street art. Skrift og motiver, som egner sig til stencilbrug kendes ved, at de ikke har indre lukkede former. Bogstavet "O" kan fx ikke laves som en komplet ring, idet stencil-materialets midte så vil falde ud. Alternativt kan bogstavet laves som to halvcirkler, så stencil-materialets midte bliver bibeholdt.